# Hrymiacze (wieś)
Hrymiacze, Hremiacze (biał. Грымяча, Hrymiacza; ros. Гремяча, Griemiacza) – wieś na Białorusi, w obwodzie brzeskim, w rejonie kamienieckim, w sielsowiecie Wołczyn, nad Pulwą.

## Historia
W XIX i w początkach XX w. położone były w Rosji, w guberni grodzieńskiej, w powiecie brzeskim, w gminie Wołczyn.
W dwudziestoleciu międzywojennym leżały w Polsce, w województwie poleskim, w powiecie brzeskim, w gminie Wołczyn. W 1921 miejscowość liczyła 129 mieszkańców, zamieszkałych w 38 budynkach, w tym 116 Białorusinów, 6 Żydów, 5 tutejszych i 2 Polaków. 121 mieszkańców było wyznania prawosławnego, 6 mojżeszowego i 2 rzymskokatolickiego.
Po II wojnie światowej w granicach Związku Sowieckiego. Od 1991 w niepodległej Białorusi.